# Single numer jeden w roku 1976 (USA)
Notowanie Billboard Hot 100 przedstawia najlepiej sprzedające się single w Stanach Zjednoczonych. Publikowane jest ono przez magazyn Billboard, a dane kompletowane są przez Nielsen SoundScan w oparciu o cotygodniowe wyniki sprzedaży cyfrowej oraz fizycznej singli, a także częstotliwość emitowania piosenek na antenach stacji radiowych.
| Data publikacji | Piosenka                                                   | Artysta                       |
| --------------- | ---------------------------------------------------------- | ----------------------------- |
| 3 stycznia      | "Saturday Night"                                           | Bay City Rollers              |
| 10 stycznia     | "Convoy"                                                   | Marilyn McCoo ft. C.W. McCall |
| 17 stycznia     | "I Write the Songs"                                        | Barry Manilow                 |
| 24 stycznia     | "Do You Know Where You’re Going To? (Theme from Mahogany)" | Diana Ross                    |
| 31 stycznia     | "Love Rollercoaster"                                       | Ohio Players                  |
| 7 lutego        | "50 Ways to Leave Your Lover"                              | Paul Simon                    |
| 14 lutego       | "50 Ways to Leave Your Lover"                              | Paul Simon                    |
| 21 lutego       | "50 Ways to Leave Your Lover"                              | Paul Simon                    |
| 28 lutego       | "Theme from "S.W.A.T.""                                    | Rhythm Heritage               |
| 6 marca         | "Love Machine"                                             | The Miracles                  |
| 13 marca        | "December 1963 (Oh, What a Night)"                         | The Four Seasons              |
| 20 marca        | "December 1963 (Oh, What a Night)"                         | The Four Seasons              |
| 27 marca        | "December 1963 (Oh, What a Night)"                         | The Four Seasons              |
| 3 kwietnia      | "Disco Lady"                                               | Johnnie Taylor                |
| 10 kwietnia     | "Disco Lady"                                               | Johnnie Taylor                |
| 17 kwietnia     | "Disco Lady"                                               | Johnnie Taylor                |
| 24 kwietnia     | "Disco Lady"                                               | Johnnie Taylor                |
| 1 maja          | "Let Your Love Flow"                                       | The Bellamy Brothers          |
| 8 maja          | "Welcome Back"                                             | John Sebastian                |
| 15 maja         | "Boogie Fever"                                             | The Sylvers                   |
| 22 maja         | "Silly Love Songs"                                         | Wings                         |
| 29 maja         | "Love Hangover"                                            | Diana Ross                    |
| 5 czerwca       | "Love Hangover"                                            | Diana Ross                    |
| 12 czerwca      | "Silly Love Songs"                                         | Wings                         |
| 19 czerwca      | "Silly Love Songs"                                         | Wings                         |
| 26 czerwca      | "Silly Love Songs"                                         | Wings                         |
| 3 lipca         | "Silly Love Songs"                                         | Wings                         |
| 10 lipca        | "Afternoon Delight"                                        | Starland Vocal Band           |
| 17 lipca        | "Afternoon Delight"                                        | Starland Vocal Band           |
| 24 lipca        | "Kiss and Say Goodbye"                                     | The Manhattans                |
| 31 lipca        | "Kiss and Say Goodbye"                                     | The Manhattans                |
| 7 sierpnia      | "Don't Go Breaking My Heart"                               | Elton John ft. Kiki Dee       |
| 14 sierpnia     | "Don't Go Breaking My Heart"                               | Elton John ft. Kiki Dee       |
| 21 sierpnia     | "Don't Go Breaking My Heart"                               | Elton John ft. Kiki Dee       |
| 28 sierpnia     | "Don't Go Breaking My Heart"                               | Elton John ft. Kiki Dee       |
| 4 września      | "You Should Be Dancing"                                    | Bee Gees                      |
| 11 września     | "(Shake, Shake, Shake) Shake Your Booty"                   | KC and the Sunshine Band      |
| 18 września     | "Play That Funky Music"                                    | Wild Cherry                   |
| 25 września     | "Play That Funky Music"                                    | Wild Cherry                   |
| 2 października  | "Play That Funky Music"                                    | Wild Cherry                   |
| 9 października  | "A Fifth of Beethoven"                                     | Walter Murphy                 |
| 16 października | "Disco Duck"                                               | Rick Dees                     |
| 23 października | "If You Leave Me Now"                                      | Chicago                       |
| 30 października | "If You Leave Me Now"                                      | Chicago                       |
| 6 listopada     | "Rock'n Me"                                                | Steve Miller                  |
| 13 listopada    | "Tonight’s the Night (Gonna Be Alright)"                   | Rod Stewart                   |
| 20 listopada    | "Tonight’s the Night (Gonna Be Alright)"                   | Rod Stewart                   |
| 27 listopada    | "Tonight’s the Night (Gonna Be Alright)"                   | Rod Stewart                   |
| 4 grudnia       | "Tonight’s the Night (Gonna Be Alright)"                   | Rod Stewart                   |
| 11 grudnia      | "Tonight’s the Night (Gonna Be Alright)"                   | Rod Stewart                   |
| 18 grudnia      | "Tonight’s the Night (Gonna Be Alright)"                   | Rod Stewart                   |
| 25 grudnia      | "Tonight’s the Night (Gonna Be Alright)"                   | Rod Stewart                   |